# Xarxa recíproca

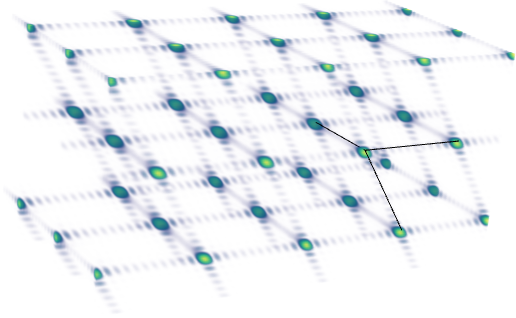
La xarxa recíproca generada per ordinador d'un cristall 3D monoclínic fictici.

En física, la xarxa recíproca representa la transformada de Fourier d'una altra xarxa (normalment una xarxa de Bravais). En l'ús normal, la xarxa inicial (la transformació de la qual està representada per la xarxa recíproca) sol ser una funció espacial periòdica a l'espai real i també es coneix com a estructura directa. Tot i que la xarxa directa existeix a l'espai real i és el que normalment s'entendria com una xarxa física (per exemple, una xarxa d'un cristall), la xarxa recíproca existeix a l'espai recíproc (també conegut com a espai de moment o menys comunament com a espai K), a causa de la relació entre l'impuls i la posició duals de Pontryagin). La xarxa recíproca d'una xarxa recíproca és equivalent a la xarxa directa original, perquè les equacions definidores són simètriques respecte als vectors de l'espai real i recíproc. Matemàticament, els vectors d'estructura directes i recíprocs representen vectors covariants i contravariants, respectivament.

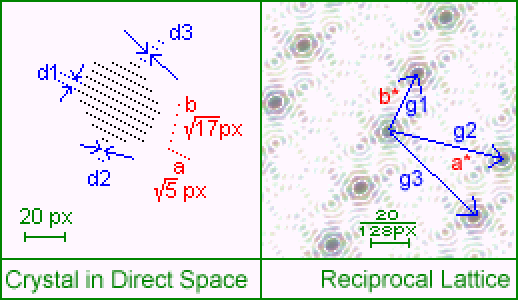
Un cristall bidimensional i la seva xarxa recíproca

La xarxa recíproca és el conjunt de tots els vectors {\displaystyle \mathbf {G} _{m}}, que són vectors d'ona d'ones planes de la sèrie de Fourier d'una funció espacial la periodicitat de la qual és la mateixa que la d'una xarxa directa {\displaystyle \mathbf {R} _{n}}. Cada ona plana d'aquesta sèrie de Fourier té la mateixa fase o fases que es diferencien per múltiples de {\displaystyle 2\pi } a cada punt d'estructura directa (per tant, essencialment la mateixa fase a tots els punts).